# لويغي سان نيكولاس
لويغي سان نيكولاس هو لاعب كرة قدم أندوري، ولد في 28 يونيو 1992 في أندورا لا فيلا في أندورا. شارك مع منتخب أندورا تحت 21 سنة لكرة القدم ومنتخب أندورا لكرة القدم.

## وصلات خارجية
- لويغي سان نيكولاس على موقع الاتحاد الدولي (مؤرشف)  (الإنجليزية)
- لويغي سان نيكولاس على موقع الاتحاد الأوربي (الإنجليزية)
- لويغي سان نيكولاس على موقع قاعدة بيانات كرة القدم.إي يو (الإنجليزية)
- لويغي سان نيكولاس على موقع ناشيونال فوتبول تيمز (الإنجليزية)
- لويغي سان نيكولاس على موقع Soccerway.com (الإنجليزية)